# 刘克明 (唐朝)
刘克明（？—827年1月10日），唐敬宗時期宦官。唐敬宗沉迷击鞠，喜欢半夜在宫中捉狐狸（打夜狐）。刘克明这些宦官就是他的玩伴，敬宗任性使氣，时常殴打他们。
宝历二年十二月初八辛丑（827年1月9日），敬宗和刘克明这些宦官一起飲酒，皇帝更衣时，刘克明突然熄灭了火燭，刺杀了唐敬宗，矫诏召翰林学士路隋作诏书，命皇叔绛王李悟领军国事。明日，下遗诏，绛王即位。但旋被宰相裴度联络中尉梁守谦、枢密使宦官王守澄等率神策軍消滅，改立江王李昂為君，是为唐文宗。
刘克明投井自溺而死，遭到王守澄掘出屍體並戮屍。

## 延伸阅读
[在维基数据编辑]
 《新唐書/卷208》，出自《新唐書》